# Gabriel Lunetta
Gabriel Lunetta (Milán, Lombardía, Italia; 10 de agosto de 1996) es un futbolista italiano. Juega de extremo y su equipo actual es el Catania FCde la Serie C de Italia.

## Trayectoria
Formado en las inferiores del Atalanta] B. C., Lunetta fue promovido al primer equipo en la temporada 2016-17. Desde su ascenso, el jugador fue enviado a préstamo a clubes de la Serie C italiana, el A. S. Gubbio en 2016-17, A. C. Renate en 2017-18,A. E. Giana Erminio y F. C. Südtirol en 2018-19, y A. C. Reggiana en 2019-2021, en este último club el jugador ganó la promoción a la Serie B en su primer año.
El 16 de julio de 2021, Lunetta fue prestado al U. S. Alessandria en la segunda división.

## Estadísticas
Actualizado al último partido disputado el 6 de mayo de 2022
| Gubbio · Italia                                                                     | 3.ª           | 2016-17       | 2   | 0  | - | - | 1 | 0 | 3   | 0  |
| Gubbio · Italia                                                                     | Total club    | Total club    | 0   | 0  | 0 | 0 | 1 | 0 | 3   | 0  |
| Renate · Italia                                                                     | 3.ª           | 2017-18       | 28  | 4  | 3 | 1 | - | - | 31  | 5  |
| Renate · Italia                                                                     | Total club    | Total club    | 28  | 4  | 0 | 0 | 0 | 0 | 31  | 5  |
| Giana Erminio · Italia                                                              | 3.ª           | 2018-19       | 19  | 1  | - | - | - | - | 19  | 1  |
| Giana Erminio · Italia                                                              | Total club    | Total club    | 19  | 1  | 0 | 0 | 0 | 0 | 19  | 1  |
| Südtirol · Italia                                                                   | 3.ª           | 2018-19       | 13  | 4  | - | - | 2 | 0 | 15  | 4  |
| Südtirol · Italia                                                                   | Total club    | Total club    | 13  | 4  | 0 | 0 | 0 | 0 | 15  | 4  |
| Reggiana · Italia                                                                   | 3.ª           | 2019-20       | 14  | 2  | - | - | 3 | 0 | 17  | 2  |
| Reggiana · Italia                                                                   | 2.ª           | 2020-21       | 29  | 0  | 1 | 0 | - | - | 30  | 0  |
| Reggiana · Italia                                                                   | Total club    | Total club    | 43  | 2  | 1 | 0 | 3 | 0 | 47  | 2  |
| Alessandria · Italia                                                                | 2.ª           | 2021-22       | 33  | 3  | - | - | - | - | 33  | 3  |
| Alessandria · Italia                                                                | Total club    | Total club    | 33  | 3  | 0 | 0 | 0 | 0 | 33  | 3  |
| Total carrera                                                                       | Total carrera | Total carrera | 138 | 14 | 4 | 1 | 6 | 0 | 148 | 10 |
| (1) Incluye datos de la Copa Italia (1) Incluye datos de los playoffs de la Serie C |               |               |     |    |   |   |   |   |     |    |